# Antonio Gaspar de Moscoso Osorio y Aragón
 Antonio Gaspar de Moscoso Osorio y Aragón  (Madrid, 1689-Madrid, 3 de enero de 1725), VII duque de Sanlúcar la Mayor, VIII conde de Altamira, VII marqués de Almazán, XII conde de Monteagudo de Mendoza, VII conde de Lodosa, VII marqués de Poza, III marqués de Morata de la Vega, IV marqués de Leganés, y VI conde de Arzarcóllar fue un aristócrata español que sirvió en la Real Casa. 

## Vida y familia
Hijo de Luis Osorio y Moscoso, VII conde de Altamira, y de Ángela Folch de Aragón.
Con tan solo ocho años quedó huérfano de su padre, embajador ante la Santa Sede. Contrajo matrimonio a los diecisiete años con Ana Nicolasa de Guzmán y Córdoba Osorio Dávila  que, tres años más tarde, heredaría el marquesado de Astorga. Fue designado, gracias a la influencia de su madre, Camarera mayor de palacio,  Gentilhombre de la Real Cámara de Felipe V. 
Al año siguiente fue destinado al servicio del Príncipe de Asturias Luis del que fue nombrado Sumiller en 1721. Al abdicar el rey y convertirse en rey Luis I le nombró Sumiller de Corps de su Real Cámara, puesto que estaba vacante desde la muerte, dos años antes, del marqués de Montealegre. Al fallecer el rey y regresar al trono Felipe V, este le confirmó el puesto que ocupó hasta su muerte, acaecida en Madrid en 1725.
Tuvo tres hijos : 
- Ventura Antonio Osorio de Moscoso y Guzmán (1707-1734), su sucesor, con descendencia,
- Joaquín Manrique de Zúñiga Osorio de Moscoso y Guzman (1724-1783), Conde de Baños, Caballero de la Orden del Toisón de Oro,[2]
- Vicente Manrique de Zúñiga Osorio de Moscoso  y Guzman (1724-1786), Conde de Aguilar, Caballero de la Orden del Toisón de Oro.[3]